# Teorema di Haavelmo
In economia il teorema di Haavelmo, o teorema del bilancio in pareggio, è un enunciato di macroeconomia la cui formulazione si deve a Trygve Haavelmo. Rappresenta una delle risoluzioni possibili di alcune manovre economico-finanziarie all'interno di politiche di bilancio pubbliche, tali per cui si può influenzare a livello macroeconomico la dinamica del prodotto interno lordo (PIL) di uno Stato.

## Enunciato del teorema
Il teorema del bilancio in pareggio afferma che l'aumento del reddito nazionale (Y) è massimo quando ogni incremento di spesa pubblica (G) è corrisposto da un analogo incremento delle entrate ovvero l'imposizione fiscale (T).
Il valore di questo incremento massimo del reddito è pari all'esatto ammontare della spesa pubblica, e il saldo fra entrate e uscite fa sì dunque che non vi sia disavanzo pubblico nel bilancio dello Stato (B).
L'incremento di reddito di una spesa pubblica finanziata da un incremento delle tasse sarà dato dalla somma dei due moltiplicatori keynesiani (della spesa pubblica e delle tasse):
{\displaystyle \Delta Y={\frac {1}{1-c}}\cdot (\Delta G-c\cdot \Delta T)}
Se {\displaystyle \Delta B=0}, ossia {\displaystyle \Delta G=\Delta T}, sostituendo si ha che:
{\displaystyle \Delta Y=\Delta G=\Delta T}
ovvero se aumentiamo spesa pubblica e imposte in modo da lasciare invariato il saldo del bilancio pubblico, il reddito varia di questo stesso ammontare.
Questa condizione macroeconomica espressa dal teorema, oltre che sulla ricchezza del sistema economico, ha forti implicazioni anche in finanza pubblica ovvero sui conti pubblici dello Stato potendo questi annullare il deficit pubblico (e di conseguenza anche il rapporto deficit/PIL) e riducendo progressivamente il rapporto debito pubblico/PIL (vedi trattazione matematica in pareggio di bilancio).

### Considerazioni economiche
Per il teorema del bilancio in pareggio l'aumento del PIL (ricchezza nazionale) prodotto dalla spesa pubblica è massimo quando il disavanzo pubblico è pari a zero. L'effetto è più contenuto quando il disavanzo è diverso da zero. Alcuni sostenitori del deficit spending si richiamano alle precedenti teorie keynesiane per favorire la crescita economica, mentre l'analisi di merito mostra che, proprio secondo il teorema del pareggio di bilancio, non è conveniente la spesa in disavanzo.
Secondo gli economisti moderni, la spesa in disavanzo conviene solo per temporanee condizioni di crescita del reddito prossima allo zero, o negativa, mentre un avanzo pubblico non è conveniente dal punto di vista della ricchezza nazionale perché non produce aumenti del reddito. La spesa pubblica per Keynes ha come unico obiettivo la piena occupazione e la pubblica utilità.
Un risultato sorprendente del teorema è invece che un avanzo del bilancio pubblico ha un effetto negativo sulla spesa pubblica, perciò, strutturalmente la pubblica amministrazione tende a non avere risparmi. Questa non avendo strutturalmente grandi risparmi, non è il motore degli investimenti produttivi: la spesa pubblica è infatti un termine diverso dagli investimenti produttivi, la cui peculiarità è invece l'orientamento al profitto.
La componente occupazionale della spesa è essenziale per l'impatto di moltiplicatore economico di questa. Se la congiuntura è negativa, le grandi opere pubbliche hanno un ruolo anticiclico se provengono da settori che non siano ad alta intensità di capitale, ma labour intensive.
Da un lato gli investimenti richiedono la domanda e i consumi, dall'altro sono possibili soltanto con i risparmi (che sono rinunce di consumo) dei cittadini. Ciò vale sia per consumi e risparmio dei cittadini che per consumi e risparmi delle imprese. Questa dualità trova però un punto di equilibrio.
Dei tre soggetti economici, escluso lo Stato, resta che la fonte degli investimenti produttivi sono i risparmi delle stesse imprese e principalmente dei cittadini. L'efficacia nella stimolazione della domanda è però sempre maggiore nel caso della spesa pubblica che produce il maggior aumento della ricchezza nazionale (e tasso di crescita annuo).
La macroeconomia disconosce l'opportunità delle teorie reaganiane di riduzione delle tasse in favore di un intervento diretto dello Stato nell'economia (con la spesa pubblica).
Tradizionalmente, l'austerità e il pareggio di bilancio sono obiettivi opposti alla piena occupazione ed alla spesa pubblica. Il teorema mostra che la spesa pubblica è conveniente quando si è raggiunto il pareggio.

### Critiche
Attualmente, la maggior parte degli economisti concorda sulla convenienza della spesa in disavanzo (e non in pareggio) in situazioni di recessione o lenta crescita del PIL (inferiore al 4% annuo) per la quale lo Stato spende in misura maggiore delle sue entrate, indebitandosi. Anche una spesa pubblica in disavanzo produce un aumento del PIL maggiore ed è nettamente più efficace di una riduzione della pressione fiscale. Ciò è dovuto al fatto che il moltiplicatore della spesa pubblica sul reddito (generalmente indicato con {\displaystyle {\frac {1}{1-c1}}}, dove c1 rappresenta la propensione marginale al consumo) è maggiore di quello fiscale (che è possibile indicare con {\displaystyle {\frac {-c1}{1-c1}}}).